# Doaka-Koursou
Doaka-Koursou est une  commune rurale de la préfecture de Nana-Mambéré, en République centrafricaine. 

## Géographie
Elle s’étend l’est et au nord-est de la ville de Bouar, La plupart des villages sont situés sur l’axe Bouar-Baoro, route nationale RN3 et d’autre part sur l’axe Bouar-Bozoum.

## Villages
Les principaux villages de la commune sont : Doaka, Ngaïdoua, Koursou et Kankan Musulman.
En 2003, la commune rurale compte 40 villages recensés : Alahoki, Ampaya, Bata-Yota, Billock, Binengué, Bobandio, Bodai, Bombisse, Daouya, Doaka, Fada, Gallile, Gbawe, Issabe, Kankan, Kouisso-Baguira, Koursou, Kpockte 1, Kpockte 2, Kpockte 3, Kpokia-Galille, Kpokorta, Kpokorta2, Maigaro, Nabawi, Nagogo, Naye-Bokate, Ndoumbe, Ngaidoa-Foulbe, Ngaidoa-Gbaya, Ngaidoa-Musulman, Ourna, Vallo-Foulbe, Vincinq, Vouin1, Vouin2, Yaguette, Yelowa, Zamaya, Zinguini.

## Éducation
La commune compte 4 écoles publiques à Bata, Binengué, Vallo Foulbe, Vouin Foulbe à Vouin, et 3 écoles privées Doaka Complexe et Anita Sahlin à Doaka, et à Koussa Baguira.